# Volkmar Meitzen
Volkmar Meitzen (ur. 20 maja 1822 w Krapkowicach, zm. 5 listopada 1900 we Wrocławiu) – górnik, sztygar, inspektor, dyrektor kopalni węgla kamiennego Król w Królewskiej Hucie (obecnie Chorzów), radny i lider ewangelickiej większości w pierwszej Radzie Miasta Królewskiej Huty (obecnie Chorzów), inicjator uzyskania przez nie praw miejskich, honorowy obywatel miasta.

## Życiorys
Urodził się w rodzinie poborcy podatkowego, podjął naukę w gimnazjum w Gliwicach. Po śmierci ojca, wskutek trudnej sytuacji finansowej, jako szesnastolatek przerwał naukę i podjął pracę jako płukacz, następne ładowacz i rębacz, w kopalni rud ołowiu i srebra „Fryderyk” (zob. Zabytkowa Kopalnia Srebra). W 1839 podjął naukę w szkole górniczej w Tarnowskich Górach; pracował w kopalniach, awansując na sztygara (1844), następnie nadsztygara (1848) w kopalni Król. Od 1849 przez trzy lata przysięgły górniczy w królewskohuckim okręgu górniczym; od 1852 ostatni przysięgły, a od 1856 pierwszy inspektor górniczy w kopalni Królowa Luiza. Zadaniem takich urzędników było m.in. nadzorowanie wydobycia węgla (obecnie te funkcje pełni tzw. nadzór górniczy).
Autor nowej metody eksploatacji pokładów węgla, polegającej na zastąpieniu tzw. wybierki filarowej z zawałem – wybierką szachownicową, powodującą oszczędność drewna oraz wzrost wydajności pracy rębacza z ok. 3,5 tony węgla na dniówkę do ok. 4 ton.
W 1857 przedstawiciel fiskusa górniczego przy zakupie obszaru młyńskiego Klimzy pod budowę kolonii robotniczej (obecnie Klimzowiec, dzielnica Chorzowa); w latach 1859–1863 podzielił zakupiony grunt na działki budowlane.
W latach 1861–1866 ponownie zatrudniony w kopalni Królowa Luiza w Zabrzu, od 1864 radca górniczy, od 1865 dyrektor kopalni. Rok później przeniósł się do kopalni Król. W 1868 wprowadził nowy system zmianowy, uzyskując dwukrotne zwiększenie postępu drążenia chodników pod ziemią.
Przez wiele lat podejmował starania o przekształcenie osady hutniczej Królewska Huta (obecnie Chorzów) wraz z pobliskimi osiedlami robotniczymi w związek komunalny, tj. gminę miejską. Działania te były blokowane aż do 1865 roku przez zarząd huty „Królewskiej”, obawiającej się wprowadzenia podatków na rzecz nowej gminy.
Od 1868 kierował negocjacjami z von Donnersmarckiem w sprawie sprzedaży państwowej Huty Królewskiej (sprzedano ją niespełna dwa lata później). Dzięki temu doprowadził do zmiany stanowiska władz huty oraz uzyskania praw miejskich przez Królewską Hutę (obecnie Chorzów).
W trakcie pierwszych wyborów samorządowych (wówczas nazywanych komunalnymi) w listopadzie 1868, do trzydziestoosobowego składu, tylko 1/3 wybierali mieszkańcy. Dziesięciu radnych mianował tzw. skarb górniczy spośród wyższych urzędników, którzy następnie wybrali pozostałych radnych. Meitzen wszedł do pierwszego składu Rady jako radca górniczy, urzędnik państwowy.
Jeden z pionierów nowych rozwiązań w pruskim górnictwie. W 1869 wprowadził w kopalni König (później Król) kliny górnicze o wymiennych ostrzach stalowych; w 1870 wiertarki typu Lisbeth. Podjął pierwsze próby brykietowania miału węglowego, rok później próby tzw. wystrzeliwania wrębu. Spowodowało to odłożenie do lamusa tradycyjnych dotąd narzędzi górniczych – pyrlika i szpicoka.
W 1871 podjął próbę wprowadzenia (dzisiaj powszechnie stosowanych w górnictwie) tzw. pracowniczych marek kontrolnych. Wywołało to burzliwe zamieszki górników w Królewskiej Hucie (obecnie Chorzów), zakończone ich pacyfikacją przez wojsko, które w celu utrzymania porządku musiało następnie stacjonować w mieście przez kilkanaście lat.
Rok później wprowadził w szybie Krug kopalni Król mechanizację przetaczania wagonów, w 1873 angielskie narzędzia strzelnicze i nowe rodzaje klinów. Za jego rządów zatrudnienie w kopalni „Król” zwiększyło się z 630 do 6700 górników, a wydobycie ze 150 tys. ton węgla w 1856 do ponad miliona dwustu (1.256.904) tysięcy ton w 1892. Ze środków kopalni sfinansowano zaopatrzenie Królewskiej Huty (obecnie Chorzów) m.in. w wodę, co było także konsekwencją usuwania powstałych szkód górniczych.

## Odznaczenia i upamiętnienie
Kawaler wielu odznaczeń, m.in. Orderu św. Stanisława, nadanego mu przez cara. W maju 1892, w uznaniu dotychczasowych zasług, uzyskał honorowe obywatelstwo Królewskiej Huty (obecnie Chorzów). Do 1922 jego imię nosiła obecna ul. Jagiellońska. Od 2016 roku jego imię nosi nowo wybudowana ulica w centrum Chorzowa łącząca ul. Katowicką z ul. Moniuszki.